# Lola McEvoy
Lola McEvoy est une personnalité politique britannique.

## Biographie
Lola McEvoy fréquente le Carmel College, à Darlington, et le Queen Elizabeth Sixth Form College,.
En 2024, elle est élue députée au Parlement, en remplacement de Peter Gibson.